# Chortoscirtes
Chortoscirtes is een geslacht van rechtvleugeligen uit de familie sabelsprinkhanen (Tettigoniidae). De wetenschappelijke naam van dit geslacht is voor het eerst geldig gepubliceerd in 2010 door Hemp.

## Soorten
Het geslacht Chortoscirtes omvat de volgende soorten:
- Chortoscirtes masaicus Hemp, 2010
- Chortoscirtes meruensis Sjöstedt, 1910
- Chortoscirtes pseudomeruensis Hemp, 2010
- Chortoscirtes puguensis Hemp, 2010
- Chortoscirtes serengeti Hemp, 2010